# Kyoko Takami
Kyoko Takami (高見恭子— Takami Kyoko?) (Tokio, Japón; 5 de enero de 1959) es una actriz y ensayista japonesa. Tuvo un papel secundario en la serie Super Sentai Kōsoku Sentai Turboranger interpretando a la profesora Misa Yamaguchi.

## Vida personal
Desde 1994 está casada con Hiroshi Hase.

## Filmografía
- Kōsoku Sentai Turboranger (1989): Misa Yamaguchi (山口 美佐 'Yamaguchi Misa'?).